# 에단 프롬

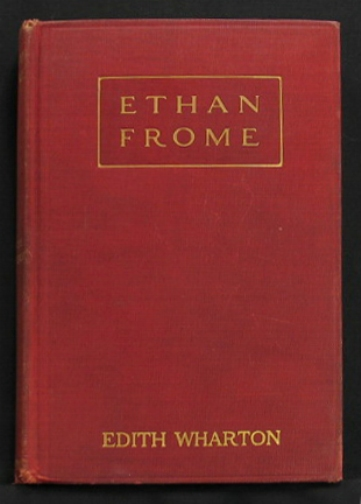

에단 프롬(Ethan Frome)은 미국인 저자 에디스 워튼이 1911년에 쓴 소설이다.  이 소설은 매사추세츠주 스타크필드라는 가상 도시를 배경으로 한다.  1993년에 <에단 프롬> 이라는 제목으로 영화가 발표되었다. 주요 내용은 무명의 남자 나레이터가 어느 겨울에 스타크필드에 머물면서 에단 프롬이라는 남성의 삶을 묘사한다.